# Coupe Ed-Chynoweth
La coupe Ed-Chynoweth (anciennement Coupe du Président) récompense chaque année l'équipe de la Ligue de hockey de l'Ouest au hockey sur glace championne des séries éliminatoires. Le vainqueur accède à la coupe Memorial où il affronte les champions de la Ligue de hockey de l'Ontario et de la Ligue de hockey junior majeur du Québec, ainsi que l'équipe hôte du tournoi.
Lors du tournoi 2007 de la coupe Memorial, la WHL annonce que la Coupe du Président sera renommée à compter de la saison 2007-2008 en coupe Ed-Chynoweth, en l'honneur d'Ed Chynoweth qui fut le président de la LHOu et de la Ligue canadienne de hockey, de 1972 et 1975 respectivement, à 1995. 
Les Bruins de New Westminster furent la première équipe à établir une dynastie, remportant le trophée de 1975 à 1978. En 1982, les Winter Hawks de Portland devinrent la première équipe basée aux États-Unis à mettre la main sur la coupe et par surcroit la première équipe américaine à accéder aux séries éliminatoires de la LHOu. l'année suivante cette même équipe devenait la première à remporter la Coupe Memorial sans avoir remporté au préalable le championnat de sa ligue.
Dans les années 1990, les Blazers de Kamloops furent l'équipe dominante du circuit, remportant sept championnats en neuf saisons ainsi que trois coupes Memorial.

## Année par année
| Saison    | Vainqueurs                | Finalistes               | Score | Résultat à la Coupe Mémorial                                 |
| --------- | ------------------------- | ------------------------ | ----- | ------------------------------------------------------------ |
| 1966-1967 | Canucks de Moose Jaw      | Pats de Regina           | 4-1   | inéligibles                                                  |
| 1967-1968 | Bruins d'Estevan          | Bombers de Flin Flon     | 4-0-1 | Estevan : finaliste                                          |
| 1968-1969 | Bombers de Flin Flon      | Oil Kings d'Edmonton     | 4-2   | inéligible                                                   |
| 1969-1970 | Bombers de Flin Flon      | Oil Kings d'Edmonton     | 4-0   | inéligibles                                                  |
| 1970-1971 | Oil Kings d'Edmonton      | Bombers de Flin Flon     | 4-1-1 | Edmonton : finaliste                                         |
| 1971-1972 | Oil Kings d'Edmonton      | Pats de Regina           | 4-1   | Edmonton : troisième place                                   |
| 1972-1973 | Tigers de Medicine Hat    | Blades de Saskatoon      | 3-0-2 | Medicine Hat : troisième place                               |
| 1973-1974 | Pats de Regina            | Centennials de Calgary   | 4-0   | Regina : vainqueur                                           |
| 1974-1975 | Bruins de New Westminster | Blades de Saskatoon      | 4-3   | New Westminster : finaliste                                  |
| 1975-1976 | Bruins de New Westminster | Blades de Saskatoon      | 4-2-1 | New Westminster : finaliste                                  |
| 1976-1977 | Bruins de New Westminster | Wheat Kings de Brandon   | 4-1   | New Westminster : vainqueur                                  |
| 1977-1978 | Bruins de New Westminster | Bighorns de Billings     | 4-0   | New Westminster : vainqueur                                  |
| 1978-1979 | Wheat Kings de Brandon    | Winter Hawks de Portland | 4-2   | Brandon : finaliste                                          |
| 1979-1980 | Pats de Regina            | Cougars de Victoria      | 4-1   | Regina : troisième place                                     |
| 1980-1981 | Cougars de Victoria       | Wranglers de Calgary     | 4-3   | Victoria : troisième place                                   |
| 1981-1982 | Winter Hawks de Portland  | Pats de Regina           | 4-1   | Portland : troisième place                                   |
| 1982-1983 | Broncos de Lethbridge     | Winter Hawks de Portland | 4-1   | Portland (hôte) : vainqueur Lethbridge : quatrième place     |
| 1983-1984 | Blazers de Kamloops       | Pats de Regina           | 4-3   | Kamloops : troisième place                                   |
| 1984-1985 | Raiders de Prince Albert  | Blazers de Kamloops      | 4-0   | Prince Albert : vainqueur                                    |
| 1985-1986 | Blazers de Kamloops       | Tigers de Medicine Hat   | 4-1   | Kamloops : troisième place Portland (hôte) : quatrième place |
| 1986-1987 | Tigers de Medicine Hat    | Winter Hawks de Portland | 4-3   | Medicine Hat : vainqueur                                     |
| 1987-1988 | Tigers de Medicine Hat    | Blazers de Kamloops      | 4-2   | Medicine Hat : vainqueur                                     |
| 1988-1989 | Broncos de Swift Current  | Winterhawks de Portland  | 4-0   | Swift Current : vainqueur Saskatoon (hôte): finaliste        |
| 1989-1990 | Blazers de Kamloops       | Hurricanes de Lethbridge | 4-1   | Kamloops : quatrième place                                   |
| 1990-1991 | Chiefs de Spokane         | Hurricanes de Lethbridge | 4-0   | Spokane : vainqueur                                          |
| 1991-1992 | Blazers de Kamloops       | Blades de Saskatoon      | 4-3   | Kamloops : vainqueur Seattle (hôte): troisième place         |
| 1992-1993 | Broncos de Swift Current  | Winter Hawks de Portland | 4-3   | Swift Current : quatrième place                              |
| 1993-1994 | Blazers de Kamloops       | Blades de Saskatoon      | 4-3   | Kamloops : vainqueur                                         |
| 1994-1995 | Blazers de Kamloops       | Wheat Kings de Brandon   | 4-2   | Kamloops : vainqueur Brandon (hôte): troisième place         |
| 1995-1996 | Wheat Kings de Brandon    | Chiefs de Spokane        | 4-1   | Brandon : troisième place                                    |
| 1996-1997 | Hurricanes de Lethbridge  | Thunderbirds de Seattle  | 4-0   | Lethbridge : finaliste                                       |
| 1997-1998 | Winter Hawks de Portland  | Wheat Kings de Brandon   | 4-0   | Portland : vainqueur Spokane (hôte): troisième place         |
| 1998-1999 | Hitmen de Calgary         | Blazers de Kamloops      | 4-1   | Calgary : finaliste                                          |
| 1999-2000 | Ice de Kootenay           | Chiefs de Spokane        | 4-1   | Kootenay : quatrième place                                   |
| 2000-2001 | Rebels de Red Deer        | Winter Hawks de Portland | 4-1   | Red Deer : vainqueur Regina (hôte) : troisième place         |
| 2001-2002 | Ice de Kootenay           | Rebels de Red Deer       | 4-2   | Kootenay : vainqueur                                         |
| 2002-2003 | Rockets de Kelowna        | Rebels de Red Deer       | 4-2   | Kelowna : troisième place                                    |
| 2003-2004 | Tigers de Medicine Hat    | Silvertips d'Everett     | 4-0   | Medicine Hat : troisième place Kelowna (hôte) : vainqueur    |
| 2004-2005 | Rockets de Kelowna        | Wheat Kings de Brandon   | 4-1   | Kelowna : quatrième place                                    |
| 2005-2006 | Giants de Vancouver       | Warriors de Moose Jaw    | 4-0   | Vancouver : troisième place                                  |
| 2006-2007 | Tigers de Medicine Hat    | Giants de Vancouver      | 4-3   | Medicine Hat : finaliste Vancouver (hôte): vainqueur         |

| Saison    | Vainqueurs               | Finalistes               | Score       | Résultat à la Coupe Mémorial                               |
| --------- | ------------------------ | ------------------------ | ----------- | ---------------------------------------------------------- |
| 2007-2008 | Chiefs de Spokane        | Hurricanes de Lethbridge | 4-0         | Spokane : vainqueur                                        |
| 2008-2009 | Rockets de Kelowna       | Hitmen de Calgary        | 4-2         | Kelowna : finaliste                                        |
| 2009-2010 | Hitmen de Calgary        | Americans de Tri-City    | 4-1         | Calgary : quatrième place Brandon (hôte): finaliste        |
| 2010-2011 | Ice de Kootenay          | Winterhawks de Portland  | 4-1         | Kootenay : troisième place                                 |
| 2011-2012 | Oil Kings d'Edmonton     | Winterhawks de Portland  | 4-3         | Edmonton : quatrième place                                 |
| 2012-2013 | Winterhawks de Portland  | Oil Kings d'Edmonton     | 4-2         | Portland : finaliste Saskatoon (hôte): quatrième place     |
| 2013-2014 | Oil Kings d'Edmonton     | Winterhawks de Portland  | 4-3         | Edmonton : vainqueur                                       |
| 2014-2015 | Rockets de Kelowna       | Wheat Kings de Bandon    | 4-0         | Kelowna : finaliste                                        |
| 2015-2016 | Wheat Kings de Bandon    | Thunderbirds de Seattle  | 4-1         | Brandon : quatrième place Red Deer (hôte): troisième place |
| 2016-2017 | Thunderbirds de Seattle  | Pats de Regina           | 4-2         | Seattle : quatrième place                                  |
| 2017-2018 | Broncos de Swift Current | Silvertips d'Everett     | 4-2         | Swift Current : quatrième place                            |
| 2018-2019 | Raiders de Prince Albert | Giants de Vancouver      | 4-3         | Prince Albert : quatrième place                            |
| 2019-2020 | Non décerné              | Non décerné              | Non décerné | Non décerné                                                |
| 2020-2021 | Non décerné              | Non décerné              | Non décerné | Non décerné                                                |
| 2021-2022 | Oil Kings d'Edmonton     | Thunderbirds de Seattle  | 4-2         | Edmonton : quatrième place                                 |
| 2022-2023 | Thunderbirds de Seattle  | Ice de Winnipeg          | 4-1         | Seattle : finaliste                                        |
| 2023-2024 | Warriors de Moose Jaw    | Winterhawks de Portland  | 4-0         | Moose Jaw : 3e place                                       |
| 2024-2025 | Tigers de Medicine Hat   | Chiefs de Spokane        | 4-1         | Medicine Hat : finaliste                                   |